# Crocicreas sellingensis
Crocicreas sellingensis är en svampart som beskrevs av Graddon 1990. Crocicreas sellingensis ingår i släktet Crocicreas och familjen Helotiaceae.   Inga underarter finns listade i Catalogue of Life.